# مجموعة الاتصالات اللبنانية
مجموعة الاتصالات اللبنانية هي الشركة الأم لكل من المنار والنور. يُطلق على مجموعة الاتصالات اللبنانية أحيانًا اسم المجموعة الإعلامية اللبنانية.